# 컬러 인덱스 인터내셔널
컬러 인덱스 인터내셔널(Color Index International, CII)은 염색가 및 컬러리스트 협회(Society of Dyers and Colourists)와 미국 섬유 화학 및 컬러리스트 협회(American Association of Textile Chemists and Colorists)가 공동으로 관리하는 참조 데이터베이스이다. 현재 13,000개의 컬러 인덱스 일반 이름으로 나열된 27,000개 이상의 개별 제품이 포함되어 있다. 이 책은 1925년에 처음 인쇄되었지만 현재는 월드 와이드 웹으로만 출판된다. 이 지수는 제조된 컬러 제품의 공통 참조 데이터베이스 역할을 하며 예술가, 장식가 등 제조업체와 소비자가 사용한다.
착색제(염료 및 안료 모두)는 컬러 인덱스 일반명(주요 식별자) 및 컬러 인덱스 구성 번호를 사용하는 이중 분류를 사용하여 나열된다. 이 번호에는 C.I 또는 CI(예: C.I. 15510)라는 접두사가 붙는다. (이 약어는 표시에 사용된 글꼴로 인해 CL로 잘못 간주되는 경우가 있다.) 각 제품 이름에 대해 CII는 제조업체, 물리적 형태 및 주요 용도를 나열하고 잠재 고객을 안내하기 위해 제조업체가 제공한 설명을 제공한다.
제조업체와 소비자에게 안료에 대한 표준 분류 시스템의 가용성은 색상에 적용되는 역사명, 독점명, 일반명의 충돌을 해결하므로 도움이 된다.

## 같이 보기
- 컬러 차트
- 팬톤